# République socialiste soviétique kirghize
Ne doit pas être confondue avec la République socialiste soviétique autonome kazakhe.
1936–1991
Entités précédentes :
- République soviétique socialiste autonome kirghize (RSFSR)

Entités suivantes :
- République kirghize

La République socialiste soviétique kirghize (en kirghize : Кыргыз Советтик Социалисттик Республикасы, Kyrgyz Sovettik Sotsialisttik Respublikasy ; en russe : Киргизская Советская Социалистическая Республика, Kirguizskaïa Sovietskaïa Sotsialistitcheskaïa Respoublika ; littéralement « République socialiste des conseils kirghize »), également connue sous le nom de Kirghizie, est l'une des quinze républiques de l'Union soviétique. Sa capitale est la ville de Frounzé. Elle est devenue indépendante en 1991, laissant place au Kirghizistan.

## Histoire
Le 14 octobre 1924, est créé l'oblast autonome kara-kirghiz au sein de la république socialiste fédérative soviétique de Russie. Cet oblast est transformé en République socialiste soviétique autonome kirghize le 1er février 1926 et devient l'une des républiques constitutives de l'Union soviétique le 5 décembre 1936, durant la phase finale de la délimitation des républiques au sein du territoire de l'Union soviétique.

### Indépendance
La dislocation de l'URSS met fin à la République socialiste soviétique kirghize. Le Soviet suprême de la RSS kirghize change d'abord le nom de la république, qui devient la république du Kirghizistan le 15 décembre 1990[réf. souhaitée]. Puis, le 31 août 1991, la même instance proclame l'indépendance de la république du Kirghizistan.